# Dames anglaises
Pour un article plus général, voir Dames.
Les dames anglaises sont un jeu de stratégie combinatoire abstrait de la famille des dames, joué sur un plateau de 8 × 8 cases. Les dames anglaises sont jouées principalement dans les pays anglophones. Elles sont appelées English draughts en anglais britannique et English checkers en anglais américain ainsi que American checkers et straight checkers.

## Règles

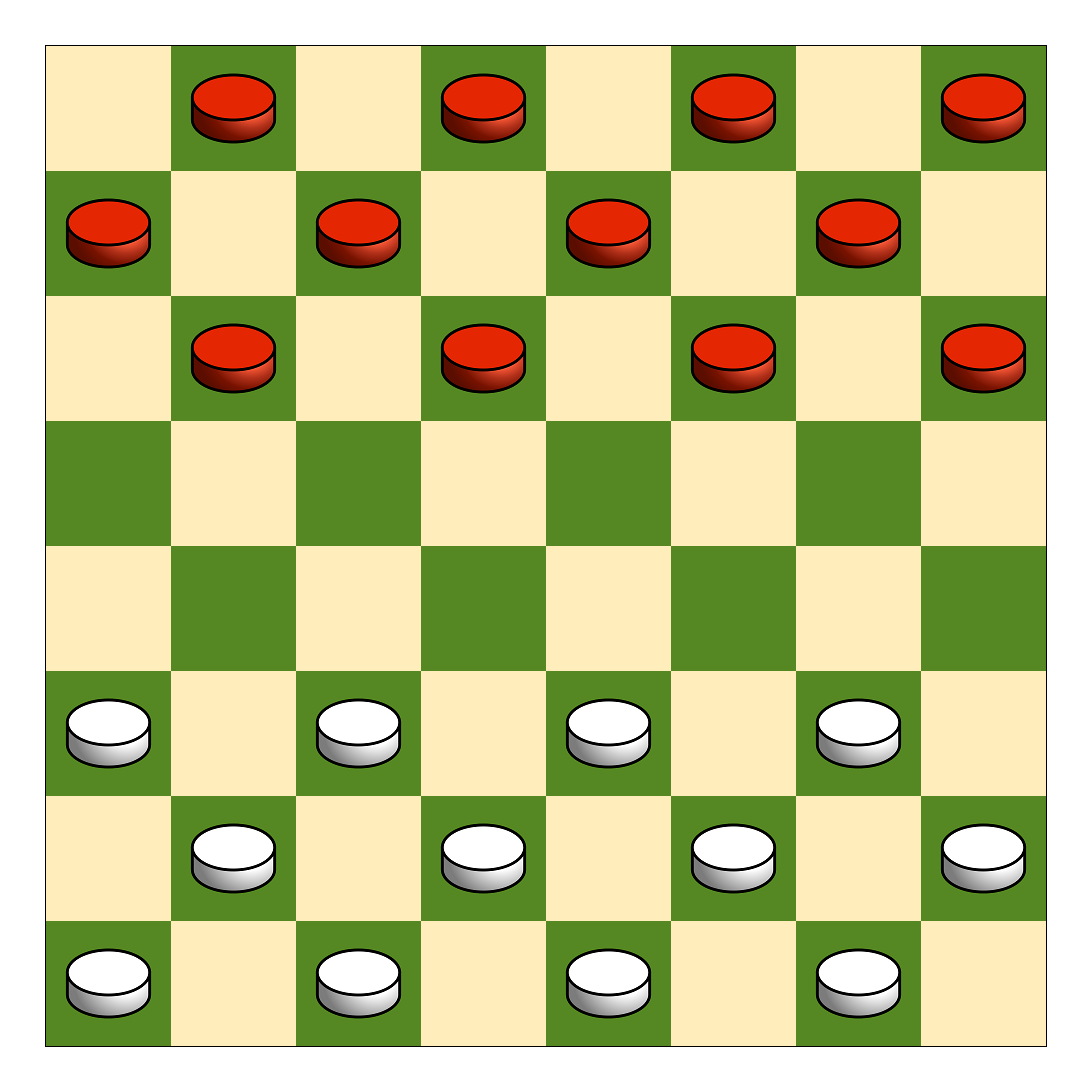
Position de départ.

Un joueur a des pions sombres, rouges ou noirs et est appelé noir et l'autre des pions clairs, blancs et est appelé blanc.
- taille du plateau: 64 cases (8 x 8) ;
- nombre de pions : 24 (2 x 12) ;
- orientation du plateau : la grande diagonale relie la gauche de chaque joueur ;
- cases utilisées : cases sombres ;
- joueur qui commence : Noir ;
- prise autorisée des pions : diagonales avant seulement ;
- contrainte de prise : prise majoritaire facultative mais toute rafle doit aller au bout ;
- prise qualitative : facultative ;
- dame : ne se déplace que d'une case ;
- retrait des pions pris : après la rafle ;
- promotion en passant : interdite.

### Variantes liées à l'ouverture
Deux variantes des dames anglaises sont pratiquées en compétition :
- la variante GAYP (Go as you please) : aucune contrainte concernant le début de partie ;
- la variante 3-coups : les trois premiers coups sont tirés aléatoirement parmi un ensemble de séquences considérées comme équitables, les joueurs jouent deux parties en échangeant les côtés.

## Notation

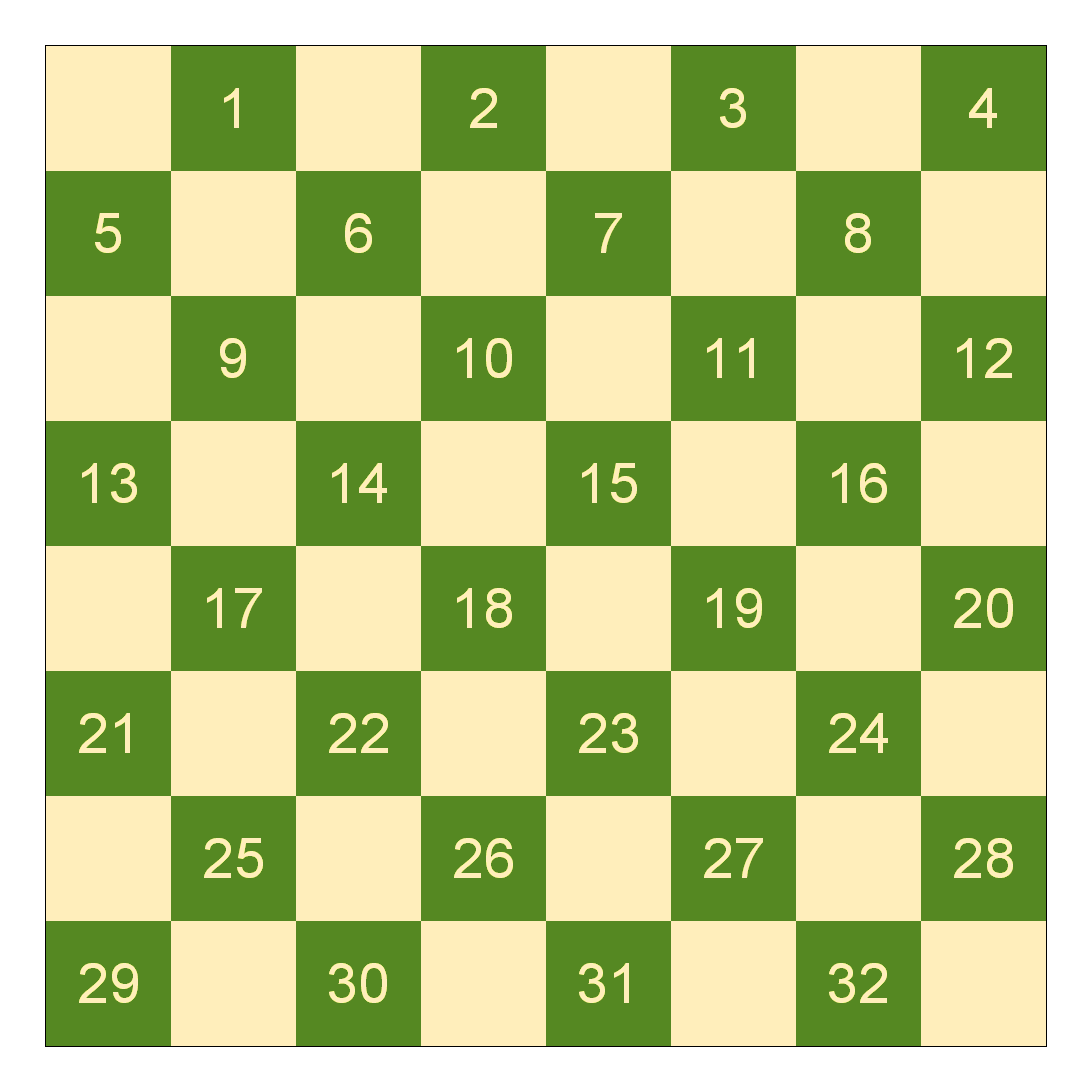
Numérotation des cases

Chacune des 32 cases est numérotée ; pour noter un coup il suffit donc d'indiquer la case de départ et la case d'arrivée du pion.

## Dames anglaises et informatique
Le jeu de dames anglaises a été faiblement résolu en 2007 : à partir de la position de départ une partie jouée parfaitement se conclut par une partie nulle,.

## Principales compétitions
- Championnat du Monde de Dames anglaises depuis 1840.